# جی.سی. ماردروس
ژوزف شارل ماردروس ( انگلیسی: Joseph Charles Mardrus ۱۱ نوامبر ۱۸۶۸ – ۲۶ مارس ۱۹۴۹) پزشک، شاعر، خاورشناس و مترجم ارمنی‌تبار اهل فرانسه بود. وی هزار و یک شب را از عربی به فرانسوی ترجمه نمود.

## زندگی‌نامه
وی در ۱۱ نوامبر ۱۸۶۸ در قاهره به دنیا آمد و در لبنان تحصیل نمود.. وی در ۲۶ مارس ۱۹۴۹ در سن ۸۱ سالگی در پاریس درگذشت